# Sorção dinâmica de vapor
Sorção Dinâmica de Vapor (em inglês Dynamic vapor sorption, DVS) é uma técnica gravimétrica que mede quão rápido e quanto solvente é adsorvido pela amostra: por exemplo, como o pó seco absorve a água. Realiza a medida variando a concentração de vapor circundante à amostra e medindo a alteração na sua massa.
A análise com vapor de água é mais usual, mas com o DVS também é possível utilizar uma larga gama de solventes orgânicos. 
DVS foi originalmente desenvolvido para substituir os dessecadores com soluções saturadas que despendem tempo e trabalho intenso para medir isotermas de vapor de água.

## Isotermas de sorção de água
A principal aplicação do DVS é a medida de isotermas de sorção de água. Em geral, uma isoterma de sorção de vapor de água mostra a quantidade de vapor sorvido no equilíbrio em função da pressão de vapor relativa do estado estacionário, a uma temperatura constante. Para isotermas de sorção de água, a pressão de vapor relativa de água é comumente expressa como umidade relativa. Nos experimentos no DVS, as amostras são expostas a uma série de degraus de umidade relativa e monitora-se a alteração da massa em função do tempo. A massa da amostra alcança do equilíbrio gravimétrico em cada degrau de umidade antes de prosseguir ao próximo nível de umidade. Dessa forma, os valores de equilíbrio da massa, em cada degrau da umidade relativa, são utilizados para gerar a isoterma. Isotermas são tipicamente divididas em dois componentes: sorção para os passos de aumento da umidade e dessorção para a diminuição nos passos da umidade. 
A sorção poderá posteriormente ser dividida em adsorção (sorbato localizado na superfície) e absorção (sorbato penetra na estrutura).

## Resultados típicos
Figura 1. Cinética de sorção de vapor de água (a.) isoterma (b.) plotagem de celulose microcristalina a 25.0°C.
Figura 1 apresenta resultado típico de sorção de água de amostra de celulose microcristalina, experimento realizado com DVS. Os dados de cinética (Figura 1a) mostram a alteração na massa e umidade como função do tempo. A partir dos resultados de cinética, a velocidade de captação de água e o coeficiente de difusão da água podem ser determinados. Os valores de equilíbrio da massa no final de cada degrau da umidade foram usados para calcular a isoterma de sorção e dessorção (Figura 1b). 
A diferença na captação do vapor de água entre a isoterma de sorção e dessorção é denominada histerese. O formato e a localização da histerese na isoterma podem elucidar informações sobre o mecanismo de sorção e porosidade da amostra. Embora experimentos de isoterma sejam mais comumente realizados no DVS, experimentos com rampas de umidade (ou outros vapores) podem ser realizados para investigar a indução do vapor na mudança de fase. Essas mudanças incluem: transições de vítrea para emborrachada, conversões de amorfo para cristalina e deliqüescência das amostras.

## Aplicações
DVS tem aplicações para diversos segmentos industriais. Ambos, isotermas de sorção de vapor de equilíbrio e resultados da cinética de sorção conferem informações vitais para inúmeros materiais que vão desde produtos farmacêuticos a combustíveis. Embora experimentos de sorção de água sejam mais comuns, o uso de vapores orgânicos em experimentos no DVS revela propriedades adicionais da amostra. As seções abaixo destacam os experimentos de como o DVS é utilizado em várias indústrias.

## Farmacêutica
A propriedade de sorção de água dos materiais farmacêuticos como excipientes, formulações de drogas e filmes de embalagem são fatores críticos reconhecidos na determinação de estocagem, estabilidade, processamento e desempenho da aplicação[1] [2].
Adicionalmente, experimentos de sorção de vapor podem ser usados nos estudos de formação de hidratos[3] e solvatos[4]. 
Experimentos de sorção gravimétrica são um dos métodos mais sensíveis para determinar conteúdo amorfo [5][6][7], que podem ter um impacto prejudicial na estabilidade, manufatura e características de dissolução na formulação de fármacos e drogas.

## Ciências de alimentos
As propriedades de sorção de água em alimentos são fatores críticos conhecidos na determinação de estocagem, estabilidade, processamento e desempenho na aplicação[8][9]. DVS também é utilizado para medir as propriedades de difusão de umidade e flavorizantes em embalagens e barreiras. [10][11]. Adicionalmente, a sorção de umidade exerce papel crítico na estocagem e desempenho de produtos agrícolas como pesticidas, herbicidas, fertilizantes, e sementes [12][13][14].

## Produtos para higiene pessoal
Ensaios com DVS têm sido empregados largamente em estudos de materiais para higiene pessoal. Por exemplo, a hidratação de amostras de cabelos com diferentes tratamentos químicos (i.e. condicionadores, tinturas, e clareamento) e mecânico (i.e. pentear, secagem com secador) [15][16][17]. 
O comportamento da hidratação de amostras de peles também são estudadas no DVS [18]. Outras aplicações da sorção de água em produtos da indústria de produtos para uso pessoal são relatados, incluindo a desidratação de lentes de contato e polímeros super absorventes.

## Material de construção
Para materiais de construção em particular[19], a sorção de água tem implicações significantes em cimentos [20], madeiras [21], materiais isolantes[22], e fibras [23]. Avarias devido a umidade, é fator limitante na longevidade de uma construção [24]. Bem como, as infiltrações da umidade pela estrutura exterior de prédios podem ter efeito significante na qualidade do ar interno e a carga de ar pelo ar condicionado.

## Membranas de troca de próton
Um parâmetro crítico que afeta o desempenho das  membranas de troca de próton  é a umidade. Água é tipicamente fornecida a célula de combustível através da umidificação do fluxo do gás de alimentação. O nível de hidratação dentro da membrana de troca de próton é vital para o seu desempenho: se o nível de hidratação estiver muito baixo o polímero exibirá grande redução na conductividade iônica [25]; se a hidratação estiver muito alta, o excesso de água poderá inundar os poros na camada de difusão do gás e impedir o transporte de massa dentro da estrutura do eletrodo[26][27]. Por essa razão DVS tem sido utilizado nos estudos de sorção de água e propriedades de transporte das membranas de troca de próton[28].